# Saint-Jacques-la-Boucherie
Saint-Jacques-la-Boucherie, även benämnd Saint-Jacques-de-la-Boucherie, var en kyrkobyggnad i Paris, helgad åt den helige aposteln Jakob den äldre. Kyrkan var belägen vid dagens Square de la Tour-Saint-Jacques i fjärde arrondissementet. Kyrkans tillnamn ”Boucherie” åsyftar Quartier de la Grande Boucherie, i vilket Paris äldsta slakteri var beläget.

## Historia
I mitten av 900-talet uppfördes ett litet kapell på denna plats. Kyrkan Saint-Jacques-la-Boucherie byggdes före år 1060 och blev församlingskyrka år 1119. Kyrkan om- och tillbyggdes under 1400- och 1500-talet. Den förmögne skriftställaren Nicolas Flamel (död 1418) lät uppföra portalen vid Rue des Écrivains.
År 1790, under franska revolutionen, stängdes kyrkan och revs år 1797. Klocktornet från år 1522, dagens Tour-Saint-Jacques, bevarades och restaurerades år 1853.
Bland dem som begravdes i kyrkan återfinns generalen Jean Bureau, läkaren Jean Fernel, skriftställaren Nicolas Flamel och Louis de Marillac, marskalk av Frankrike. År 1762 upphörde kyrkan att vara begravningsplats och istället nyttjades Cimetière des Innocents.

## Bilder
| - Kyrkans grundplan. - Klocktornet – dagens Tour Saint-Jacques – är det enda som återstår av kyrkan. - En skulptur föreställande aposteln Jakob kröner Tour Saint-Jacques. |

### Webbkällor
- ”Église Saint-Jacques-de-la-Boucherie” (på franska). Tombes et sepultures dans les cimetières et autres lieux. Arkiverad från originalet den 1 april 2021. https://archive.md/sbHOO. Läst 1 april 2021.